# Huelmos
Huelmos es una localidad del municipio de Cipérez, en la comarca de Tierra de Vitigudino, provincia de Salamanca, España. 

## Etimología
El origen del nombre de Huelmos se remonta a la Alta Edad Media, debiéndose al nombre del árbol denominado olmo. Como indica Riesco Chueca en relación con el nombre de la dehesa de Huelmos, en la Armuña, la diptongación parece presuponer una forma vulgar. Las formas con reforzamiento velar del diptongo, Güelmos, son comunes en la lengua leonesa. Así, existen varios Huelmos (o Luelmo) en el antiguo Reino de León como la alquería Huelmos y Casasolilla, en Carrascal del Obispo (Salamanca), Huelmos de Cañedo y Huelmos de San Joaquín (en Valdunciel), o Luelmo en Sayago, voz esta última correspondiente con el mismo nombre pero articulado (L'Huelmo > Luelmo). Asimismo, se recoge en la toponimia menor en el término de Castellanos de Villiquera (donde se registra un paraje de El Huelmo de Cedillos) y en Alcuetas (León) (donde existe el topónimo menor El Huelmo).

## Historia
La fundación de Huelmos se fecha en la Edad Media, debiéndose al proceso repoblador emprendido en la zona por el rey Fernando II de León, apareciendo recogido en el siglo XIII como El Olmo, encuadrado dentro del arcedianato de Ledesma, en el Reino de León. Con la creación de las provincias actuales en 1833 Huelmos quedó adscrito a la de Salamanca, dentro de la Región Leonesa.

## Demografía
En 2017 Huelmos contaba con 1 habitante, concretamente una mujer, (INE 2017) habiendo estado oficialmente despoblado en los primeros años del siglo XXI.
| Gráfica de evolución demográfica de Huelmos (Cipérez) entre 2000 y 2017                  |
|                                                                                          |
| Fuente: Instituto Nacional de Estadística de España - Elaboración gráfica por Wikipedia. |